# 植田平太郎
植田 平太郎（うえた へいたろう、1877年〈明治10年〉8月14日 - 1949年〈昭和24年〉7月25日）は、日本の剣道家。流派は天真正伝神道流剣術、無双神伝英信流抜刀術、無双神伝抜刀術兵法。称号は大日本武徳会剣道範士、居合術教士。
昭和天覧試合3回出場。大日本武徳会香川支部、香川県警察部、高松監獄署、高松高等商業学校、高松商業学校、高松第一中学校の剣道師範を務めた。

## 生涯

### 青年期
愛媛県香川郡池西村（現香川県高松市）生まれ。父与佐衛門は天真正伝神道流剣術に堪能で、農業のかたわら自宅に道場を開いていた。平太郎は14歳から与佐衛門に天真正伝神道流剣術を学び、30歳のとき皆伝を授かった。また、16歳から叔父の酒井親時に宅間当流柔術を学んだ。
1896年（明治29年）から四国一円を武者修行する。1905年（明治38年）1月、京都の大日本武徳会本部講習生となり、同年5月に帰郷した。

### 試合記録
- 1907年（明治40年）10月、高知県で開かれた剣道大会で27人を勝ち抜き優勝。全国に名前が広まったという。

- 1929年（昭和4年）5月、御大礼記念天覧武道大会に指定選士として出場。リーグ戦で堀田徳次郎、中野宗助、橋本統陽を破り決勝トーナメントに進出し、準々決勝で堀正平を破る。準決勝で持田盛二に一本先取するも敗れた。

- 1934年（昭和9年）5月、皇太子殿下御誕生奉祝天覧武道大会特選試合（模範試合）に出場し、大島治喜太との試合を披露した。

- 1936年（昭和11年）8月、若手の実力者中倉清が香川に来訪したので、中倉に一週間稽古を付けた。

- 1940年（昭和15年）6月、紀元二千六百年奉祝天覧武道大会特選試合（模範試合）に出場し、渡辺栄との試合を披露した。

### 居合
1919年（大正8年）、高知の細川義昌に入門して無双神伝英信流抜刀術（居合）を学ぶ。同門には中山博道がいた。1923年（大正12年）、細川から免許皆伝を授かった。無双神伝抜刀術兵法17代目を継承し、1949年（昭和24年）7月25日、尾形郷一貫心に18代宗家を紹統允可した。

### 死後
1974年（昭和49年）2月23日、香川県知事金子正則が祭主となり、「植田平太郎之命」（ウエダヘイタロウノミコト）として香川県善通寺市讃岐宮に祀られた。香川県では現在も「植田平太郎範士杯」争奪剣道大会が開かれている。
三男の植田一は全日本剣道選手権大会準優勝などの実績を残し、範士九段まで昇段した。

## 段位称号
- 1911年（明治44年）、大日本武徳会剣道精錬証
- 1919年（大正8年）6月、大日本武徳会剣道教士
- 1923年（大正12年）、無双神伝英信流抜刀術免許皆伝
- 1930年（昭和5年）5月、大日本武徳会剣道範士
- 1931年（昭和6年）5月、大日本武徳会居合術教士[2]